# 노란 리본

노란 리본

노란 리본은 여러 상징적 의미가 담겨 있는 인식 리본의 한 종류이며, 종종 사람이 착용하거나 나무 등에 묶는 리본이다. 무사생환을 바랄 때 등, 다양한 의미로 많이 사용된다. 노란 리본을 다는 활동주의 행동인 노란 리본 달기 캠페인은 1979년 이후 세계 전역에서 여러 차례, 다양한 의미에서 이뤄졌다. 2014년 4월 대한민국에서는 세월호 희생자의 무사귀환을 바라는 노란 리본 달기 캠페인이 인터넷을 통해 널리 확산되었다. 파란 리본은 전립선암 퇴치 운동을 상징한다. 그 외 붉은색은 에이즈, 오렌지색은 백혈병, 녹색은 우울증, 노란색 리본은 폐암이며, 핑크 리본은 유방암 이미지로 사용한다.

## 유래
대부분의 미국 음악 역사가들은 노란 리본을 사용하게 된 관습은 19세기 미국 독립 전쟁 또는 미국 남북 전쟁 시절 엔더슨빌 형무소에서 수감 생활을 끝내고 귀가하던 한 수감자의 얘기에서 비롯됐다고 말한다. 그런가 하면 또 다른 역사가들은 지난 4백여년 동안 여러 형태로 불리고 있는 조지 노튼(George Norton)이 작곡한 노란 목도리를 맨 여인이라는 의미의 'Round her neck she wore a yellow ribbbon'에서 노란 리본의 전통을 찾기도 한다. 1949년에는 이와 유사한 'She wore a yellow ribbon'이라는 존 웨인 주연의 영화가 나오기도 했지만 무엇보다 1973년에 토니 올랜도와 돈이 처음로 발표한 'Tie a Yellow Ribbon Round the Ole Oak Tree'('오래된 참나무에 노란 리본을 달아주세요')라는 노래로 노란 리본은 더욱 유행하게 됐다고 볼 수 있다.
이 노래에는 전설같은 얘기가 따라다니는데, 1900년대 초에 3년 여 동안 감옥에서 생활하다 나온 사람이 뉴욕에서 플로리다 주를 향해 가던 버스 안에서 버스 운전사에게 전해 준 실제로 벌어졌던 일을 바탕으로 하고 있다. 그 후 1971년경에 뉴욕 포스트의 피트 해밀이라는 칼럼니스트가 자신이 들은 한 전과자의 이야기를 재구성해서 'Going Home'('귀향')이라는 글로 신문에 발표했고, 그 다음 해에 리더스 다이제스트라는 잡지에 게재되었다.
세계 제 1차, 2차 대전 때만해도 노란 리본은 그다지 보이지 않았으며, 베트남 전쟁 당시에도 참전 용사들의 무사 귀환을 빌기 위해 나무들에 노란 리본을 매달기는 했지만 오늘날처럼 대규모로 노란 리본이 걸린 것은 아니었다고 한다. 미국 전역에서 노란 리본이 널리 퍼진 것은 1979년 주 이란 미국 대사관 인질 사건이 발생한 뒤부터였다. 이후 걸프 전쟁에 미국 군인들이 대규모로 참가하면서, 우리 군을 성원하자 캠페인의 일환으로 노란 리본을 다는 관습이 퍼지게 되었다.

## 대한민국

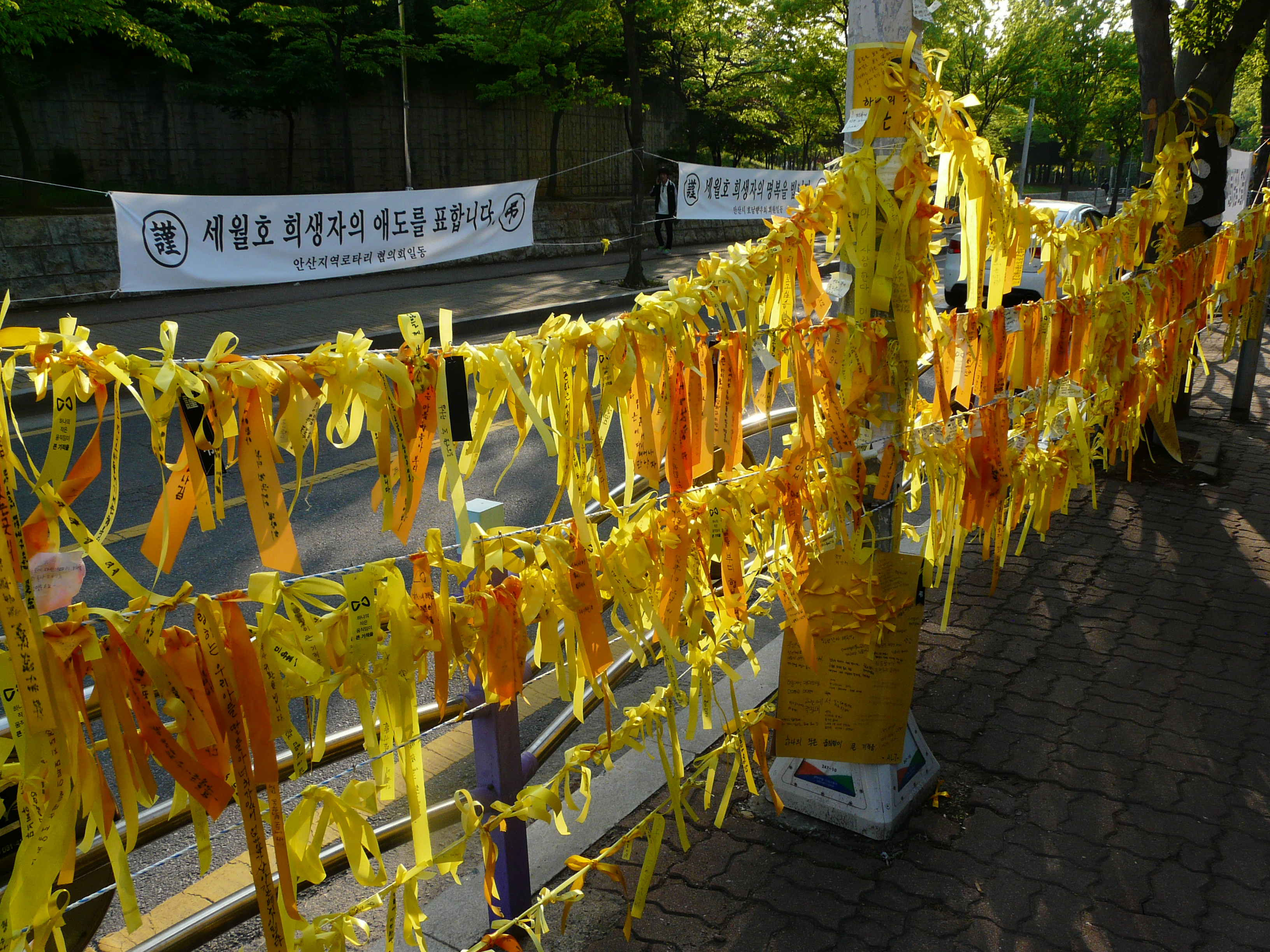
세월호 사고를 추모하는 노란 리본

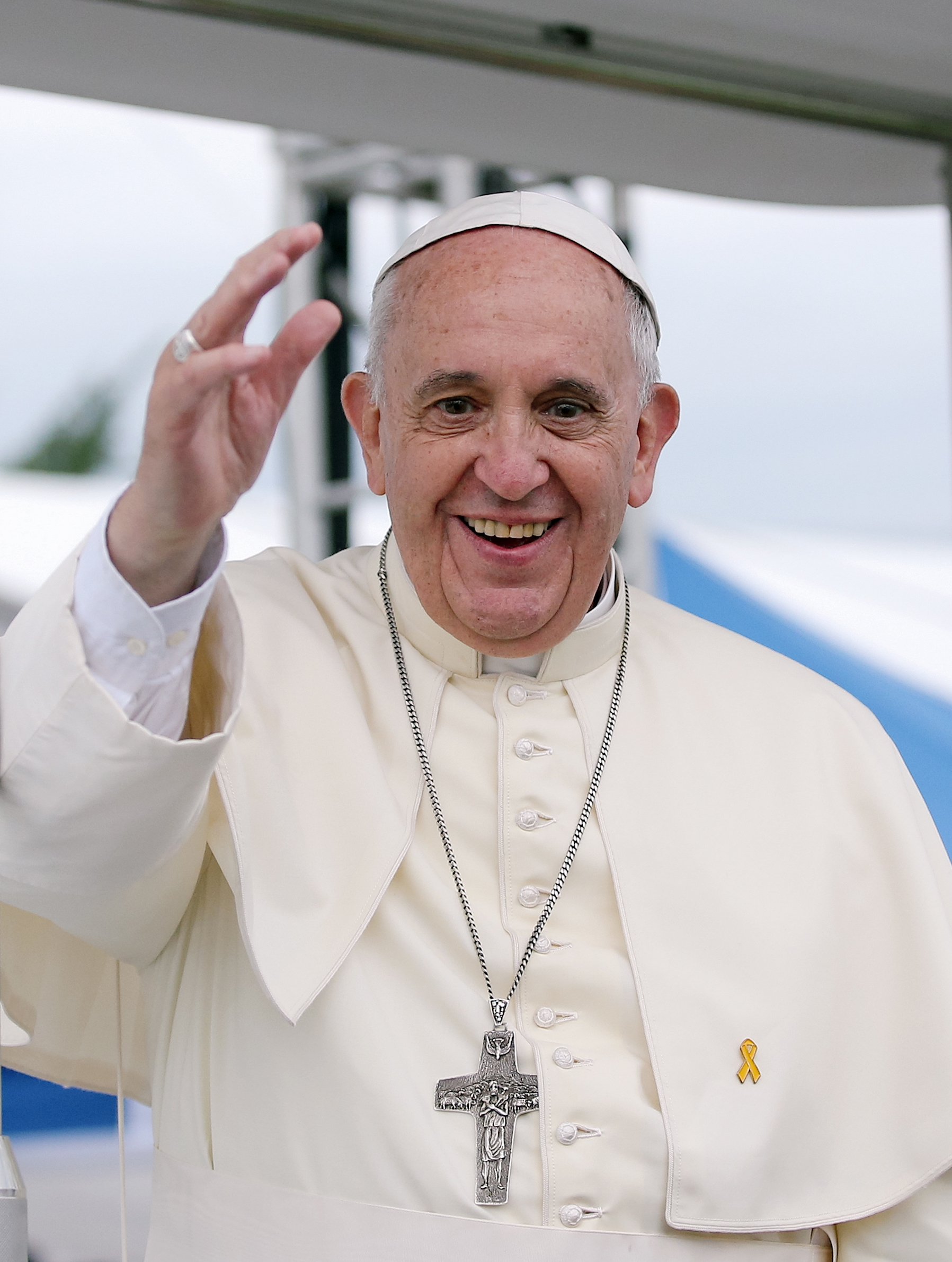
2014년 방한 당시 노란 리본을 단 교황 프란치스코

대한민국에서도 여러 번 노란 리본 달기 운동이 펼쳐졌었다.
- 2005년 11월 25일에 한나라당이 납북동포의 무사귀환을 기원하는 '노란리본 달기' 운동에 동참했다.[3]
- 2007년 8월 7일에 참여연대, 평화여성회, 녹색연합, 천주교정의구현전국연합, 정토회, NCC 정의평화위원회, 원불교개벽교무단, 한국YMCA전국연맹, 환경운동연합, 민주사회를위한변호사모임, 민주언론시민연합, 우리민족서로돕기운동 등 78개 단체는 7일 오전 11시 서울 광화문 미국 대사관 인근 정보통신부(KT 광화문지사) 앞에서 기자회견을 열고 아프간 피랍자들의 무사귀환을 염원하고, 이를 위한 '노란 리본 달기' 캠페인 참여를 호소하는 대국민 호소문을 발표했다. 그리고 이 날, 기자회견에는 미국의 대테러전 앞에 무고하게 희생된 아프간인들을 상기시키는 피켓도 등장해 눈길을 끌었다.[4][5][6]
- 2007년 12월 2일에 국내 체류중인 중국인 교인들이 2일 오후 서울 구로구 서울중국인교회에서 북핵포기, 북한인권개선, 국군포로및 납북자 송환을 트리에 노란 리본을 달았다.[7]
- 2008년 11월 18일에 세계아동학대예방의 날을 맞아 전국적으로 `노란리본달기 캠페인(Yellow Sticker Campaign)'이 벌어졌다.[8]
- 2009년 4월, 노무현 전 대통령 검찰 소환 날짜가 정해지면서 ‘노사모’를 중심으로 대검 근처 반포로 가로수에 노 전 대통령을 상징하는 노란 리본을 매다는 방안도 논의됐다.[9]
- 2009년 5월, 한국예술종합학교 사태 당시 한예종 비상대책위원회 학생들이 문화부의 부당한 감사 철회와 황지우 총장 등 징계 교직원의 복귀를 요구하며 교내 곳곳에 노란 리본 수천 개를 매달았다.
- 2009년 5월 3일에 노무현 전 대통령의 사저가 있는 경남 김해시 진영읍 봉하마을에 노사모 회원들이 노란 리본을 매달았다.[10]
- 2009년 5월 23일에 노무현 전 대통령의 서거 후, 서울 중구 덕수궁 대한문 앞에 노란 리본을 매달았다.[11]
- 2013년 4월 15일 오후에 6.15 공동선언실천 남측위원회 광주전남본부 등 광주지역 시민단체들로 꾸려진 ‘전쟁위기 해소와 한반도 평화를 위한 광주비상시국회의’ 회원들이 광주광역시 동구 금남로 옛 전남도청 광장에서 노란색 리본을 매달았다.[12][13]
- 2014년 4월에는 세월호 침몰 사고 희생자의 무사귀환을 바라는 이른바 '노란 리본 달기 캠페인'이 인터넷과 스마트폰을 통해 널리 확산되었다. 노란 리본 이미지에는 검은색으로 그려진 리본 문양과 함께 '하나의 작은 움직임이 큰 기적을'이라는 문구가 적혀 있다. 한편, 이 캠페인이 진행되자 이 이미지를 사용하는 데에 저작권료를 내야 한다는 이야기가 나돌았다. 이에 노란 리본을 제작한 동아리측은 이날 오후 누리집을 통해 "저희는 이 이미지는 모든 분들이 동참해주셨으면 하는 마음에서 모든 분들이 사용하라고 만든 것"이라며 "그렇기 때문에 저작권료 같은 건 절대 없고 사용하셔도 무관하다"며 "지금 떠도는 저작권료 이야기는 모두 유언비어이니 마음내려놓고 사용해주셔도 된다"고 밝혔다.[14]
- 2014년 4월 25일에 '강원지역 연석회의'의 시민단체 대표들과 활동가들이 강원도청 앞에서, 세월호 참사 실종자들의 무사 귀환을 기원하는 노란리본이 그려진 종이쪽지를 들고, '오바마 방한 반대 공동기자회견'을 열었다.[15]

## 같이 보기
- 세월호 침몰 사고
  - 노란 리본 운동 (세월호)
- Tie a Yellow Ribbon 'Round the Ole Oak Tree
- 활동주의
- 노란 리본 작전
- 붉은 금요일
- 노랑